# Alberg Camí d'Arró
Alberg Camí d'Arró és un edifici d'estil popular que servia d'alberg del municipi d'Es Bòrdes (Val d'Aran) inclòs en l'Inventari del Patrimoni Arquitectònic de Catalunya.
És a la cruïlla de la N-230 i l'antic camí d'Arró. L'Edifici, d'estil popular, presenta dues zones: la casa principal i les bordes.
La façana del complex, orientada al sud, es disposa paral·lela al carener (capièra). Les obertures exteriors de la casa es distribueixen simètricament a la façana. Les finestres són rectangulars amb més alçada que amplada. Els interiors de les finestres queden tancades mitjançant dos porticons de fusta.
La porta d'accés és un gran arc de mig punt, tancat per una porta vidrada de quatre fulles. La decoració de la façana principal es compon de dues pilastres situades als extrems. La part superior es remata amb una cornisa decorada amb motllures. Tota la façana està arrebossada de color blanquinós.
El llosat, de quatre pales i vessant suau, és cobert de pissarres. Perquè hi hagi llum a les golfes, trobem unes obertures que reben el nom de capuchines o lucanes. A l'extrem hi ha una xemeneia de forma rectangular amb l'obertura del fum protegida per un petit llosat.
A la casa s'hi accedeix per un pati tancat per uns murs en pedra vista. El pati es tanca mitjançant una porta de ferro de dues fulles i tiges treballades. L'obertura es corona per una petita teulada de dues pales de fusta retallada.
Les bordes adossades a la casa presenten les finestres rectangulars, més petites que les de la casa. Es disposen simètricament a la façana, que està decorada amb columnes i arrebossada de color blanquinós en una tercera part, mentre que els fonaments són de pedra vista.